# Список правителей Курпфальца
Ниже приведён список правителей Курпфальца.

## Пфальцграфы Лотарингии (915—1085)
Пфальц образовался из «Пфальцграфства Лотарингия», которое появилось в X веке.
- Вигерих (ок. 870 — ок. 919), граф в Трире в 899 и 902, граф в Бидгау в 902 и 909, граф в Арденнгау, пфальцграф Лотарингии с 915/916
- Годфрид, граф Юлихгау, пфальцграф Лотарингии (ок. 940)

### ДинастияЭццоненов
На протяжении XI века именно эта династия управляла землями по обоим берегам Рейна.
- Герман I Лотарингский (945—994)
- Эццо (994—1034)
- Оттон I Лотаригский (1045, герцог Швабии — 1045 — 47)
- Генрих I Лотаринский (1045—1061)
- Герман II Лотарингский (1061—1085)

## Пфальцграфы Рейнские (1085—1356)
После смерти Германа II, последнего из династии Эццоненов, Пфальц потерял свою военную важность для Лотарингии. Территория пфальцграфства сокращена до округов вокруг Рейна, с тех пор названного «Пфальцграфство Рейнское».
- Генрих II (1085—95)
- Зигфрид I фон Орламюнде (1095—1113)
- Готфрид Кальвский (1113—1129)
- Вильгельм фон Орламюнде (1129—1140)
- Генрих IV Язомиргот (1140—1142)
- Герман III Штахлекский (1142—1155)

### Пфальцграф из династииГогенштауфенов
В 1156 году император Фридрих I Барбаросса передал эти земли в наследственное владение своему младшему брату Конраду.
- Конрад фон Гогенштауфен (1156—1195)

### Пфальцграфы из династииВельфов
В 1195 году Пфальц перешёл к династии Вельфов в результате женитьбы Генриха Вельфа на Агнессе, дочери Конрада Гогештауфена.
- Генрих V (1195—1213)
- Генрих VI (1213—1214)

### Пфальцграфы из династииВиттельсбахов
В начале XIII века, в результате брака Агнессы, дочери Генриха V и внучки Конрада Гогенштауфена и Отто, герцога Баварии, территория Пфальца перешла к династии Виттельсбахов герцогам Баварии. В результате представители этой династии были какое-то время одновременно и герцогами Баварии, и пфальцграфами. Различные ветви династии Виттельсбахов управляли Пфальцем до упразднения его как самостоятельного государства в 1803 году и далее до 1918 года. С этого времени лев стал геральдическим символом гербов Баварии и Пфальца.
- Людвиг I Виттельсбах (1214—1227)
- Оттон II (1227—1253)
- Людвиг II (герцог Верхней Баварии; 1253—1294)

Позднее, в результате раздела территории между наследниками Людвига II в 1294, старшая ветвь Виттельсбахов получила вошла во владение и Рейнское пфальцграфство, и территории в баварском «Nordgau» (Бавария к северу от реки Дунай) с центром в городе Амберг. Поскольку этот регион был политически связан Рейнским пфальцграфством, он получил название «Верхний Пфальц» («Oberpfalz») в отличие от «Нижнего Пфальца», расположенного на берегах Рейна.
- Рудольф I (1294—1317)
- Адольф (1317—1327)

По условиям соглашения, заключённого в Павии в 1329, император Людвиг IV, сын Людвига II, возвратил Пфальц своим племянникам Рудольфу и Руперту.
- Рудольф (1329—1353)
- Рупрехт I (1353—1356)

## Курфюршество Пфальц(1356—1777)
Согласно Золотой булле 1356 года, рейнский пфальцграф был признан как один из светских курфюрстов. С этого времени пфальцграф Рейнский обычно именовался как курфюрст Пфальцский (нем. Kurfürst von der Pfalz).
Из-за практики разделения земель между различными ветвей семьи, в начале XVI века младшие линии Пфальцских Виттельсбахов пришли к власти в Зиммерне, Кайзерслаутерне и Цвайбрюккене в Нижнем Пфальце и в Нойбурге и Зульцбахе в Верхнем Пфальце. Курфюршество Пфальцское с центром в Гейдельберге приняло лютеранство в 30-х годах XVI века и кальвинизм в 50-х годах.

### Первое курфюршество (1356—1648)
| Династия Виттельсбахов       |               |                       | |
| Изображение                  | Имя           | Даты правления        | Примечания |
|                              | Рупрехт I     | 1356—1390             | |
|                              | Рупрехт II    | 1390—1398             | Племянник Рупрехта I, сын Адольфа, пфальцграфа Рейнского |
|                              | Рупрехт III   | 1398—1410             | Сын Рупрехта II, избранный королём Германии в 1400 |
|                              | Людвиг III    | 1410—1436             | Сын Руперта III |
|                              | Людвиг IV     | 1436—1449             | Сын Людвига III |
|                              | Фридрих I     | 1449—1476             | Брат Людвига IV |
|                              | Филипп        | 1476—1508             | Сын Людвига IV |
|                              | Людвиг V      | 1508—1544             | Сын Филиппа |
|                              | Фридрих II    | 1544—1556             | Брат Людвига V |
|                              | Отто Генрих   | 1556—1559             | Племянник Фридриха II, сын Руперта Фрайзингского |
| Династия Зиммернов           |               |                       | |
| Изображение                  | Имя           | Даты правления        | Примечания |
|                              | Фридрих III   | 1559—1576             | Когда старшая ветвь семьи заглохла в 1559 году, курфюршество прошло к Фридриху III, первому представителю зиммернской ветви Виттельсбахов на пфальцском троне. Фридрих III был убеждённый кальвинист, и начиная с этого времени Пфальц стал одним из главных центров кальвинизма в Европе, который поддерживал кальвинистские восстания в Нидерландах и Франции.                                  |
|                              | Людвиг VI     | 1576—1583             | Сын Фридриха III. Благодаря влиянию матери поддерживал лютеран. |
|                              | Фридрих IV    | 1583—1610             | Сын Людвига VI. В первые годы своего правления находился под влиянием дяди — Иоганна Казимира, который вновь ввёл в Пфальце кальвинизм. Один из основателей (при помощи своего советника — герцога Кристиана Анхальтского) Евангелической унии в 1608 году. |
|                              | Фридрих V     | 1610—1623             | Сын Фридриха IV. В 1613 году женился на Елизавете Стюарт, дочери Якова I, короля Англии. В 1619 году принял трон Богемии от Богемских штатов. Вскоре был побежден силами императора Фердинанда II в Битве на Белой Горе в 1620, в результате чего испанские и баварские войска заняли Пфальц. Фридрих был лишён трона и изгнан из Империи.                                                        |
| Баварская династия (1623—48) |               |                       | |
| Изображение                  | Имя           | Даты правления        | Примечания |
|                              | Максимилиан I | 1623—1648 (ум. 1651), | Земли Фридриха V и его положение курфюрста были переданы герцогу Баварии, Максимилиану I, представителю одной из ветвей династии Виттельсбахов. Хотя теоретически он считался курфюрстом Пфальца, однако более известен он как курфюрст Баварии. Начиная с 1648 года правил только в Баварии и Верхнем Пфальце, однако сохранил все свои курфюршеские привилегии и главенствующую роль в Пфальце. |

### Второе курфюршество (1648—1777)
| Восстановленная династия Зиммернов |                  |                | |
| Изображение                        | Имя              | Даты правления | Примечания |
|                                    | Карл I Людвиг    | 1648—1680      | Сын Фридриха V. По итогам Вестфальского мира в 1648 году Карл Людвиг получил в правление земли отца, равно как и стал новым, восьмым курфюрстом, однако теперь пфальцское курфюршество было по достоинству ниже других семи. |
|                                    | Карл II          | 1680—1685      | Сын Карла I Людвига. Последний из династии Зиммернов. |
| Династия Нойбурга                  |                  |                | |
| Изображение                        | Имя              | Даты правления | Примечания |
|                                    | Филипп Вильгельм | 1685—1690      | В 1685 году династия Зиммернов заглохла, и Пфальц был унаследован Филиппом Вильгельмом, графом Пфальц-Нойбурга (который был также герцогом Юлиха и Берга). Католик по вероисповеданию.                                       |
|                                    | Иоганн-Вильгельм | 1690—1716      | Сын Филиппа Вильгельма |
|                                    | Карл III Филипп  | 1716—1742      | Брат Иоганна Вильгельма II. Последний из династии Нойбургов. Переместил столицу Пфальца из Гейдельберга в Мангейм в 1720 году.                                                                                               |
| Династия Зульбахов                 |                  |                | |
| Изображение                        | Имя              | Даты           | Примечания |
|                                    | Карл IV Теодор   | 1742—1777      | Пфальц был унаследован герцогом Карлом Теодором из Зульбаха. Карл Теодор также унаследовал курфюршество Баварии, когда её правящая династия заглохла в 1777 году.                                                            |

## Курфюршество Баварии и Пфальцграфство Рейнское (1777—1803)
| Династия Зульбахов    |                |                       | |
| Изображение           | Имя            | Дата правления        | Примечания |
|                       | Карл IV Теодор | 1777—1799             | сан и полномочия курфюрста Пфальцского были включены в курфюршество Баварии Карлом Теодором. Однако он сохранил титул «Пфальцграф Рейнский» (нем. Pfalzgraf bei Rhein). |
| Династия Цвайбрюкенов |                |                       | |
| Изображение           | Имя            | Даты правления        | Примечания |
|                       | Максимилиан    | 1799—1803 (умер 1825) | наследник Карла Теодора, Максимилиан Йозеф, герцог Пфальц-Цвайбрюкена, собрал под своё правление все земли Виттельсбахов в 1799 году. Пфальцграфство было ликвидировано во время войн Французской Революции. Сначала земли левого берега Рейна были заняты, а затем аннексированы Францией в 1795 году. В 1803 году земли правого берега Рейна были захвачены маркграфом Бадена. Курфюршество Пфальц как отдельная государственная структура исчез, а в 1806 году Священная Римская империя была ликвидирована, и все права и обязанности курфюрстов вместе с этим. |

## Дальнейшая история региона
В 1806 году Баден стал Великим Герцогством. На Венском конгрессе в 1814—1815 годах левобережный Пфальц, увеличенный за счёт других областей, вроде бывшего епископства Шпайер, был возвращён Виттельсбахам и стал формально частью Королевства Баварии в 1816 году и после этого времени именно эта область стала преимущественно известна как Пфальц. Область оставалась частью Баварии до окончания Второй мировой войны, когда была отделена и стала частью новой федеральной земли Рейнланд-Пфальц.